# Varces-Allières-et-Risset
Varces-Allières-et-Risset este o comună în departamentul Isère din sud-estul Franței. În 2009 avea o populație de 6.422 de locuitori.

## Evoluția populației
| An        | 1975  | 1982  | 1990  | 1999  | 2006  | 2009  |
| --------- | ----- | ----- | ----- | ----- | ----- | ----- |
| Populație | 2.809 | 3.576 | 4.592 | 5.341 | 6.509 | 6.422 |